# Clube Desportivo Feirense
El Clube Desportivo Feirense és un club de futbol portuguès de la ciutat de Santa Maria da Feira.

## Història
El club va ser fundat el 19 de març de 1918. Començà jugant a la lliga regional d'Aveiro, fins que la temporada 1959-60 ascendí a Segona Divisió. Dos anys més tard ascendí a Primera. Des d'aleshores fou un habitual entre primera i segona. El seu darrer ascens a primera fou la temporada 2015-16.

## Palmarès
- Tercera divisió portuguesa de futbol: 
  - 2002-03
- AF Aveiro Primera divisió: 
  - 1959-60, 1965-66, 1967-68